# Мирхадиев, Карим Хусанович
 Карим Хусанович Мирхадиев   (узб. Karim Mirhodiyev, Карим Мирходиев) — узбекский актёр. Заслуженный артист Узбекистана (2001).

## Биография
Карим Хусанович Мирхадиев родился 29 июля 1954 года в Бухаре, Узбекская ССР. После окончания средней школы поступил в Ташкентский государственный театрально-художественный институт им. Островского. После окончания института 1976—1998 года работал в театре имени Аброра Хидоятова.
1983 по 1983 год работал в Театре Ильхом. В театре сыграл более 60 ролей. С 2018 года Карим работает в театре.
Карим играет главную роль в узбекском кинематографе «Непокорная» с 1970 года и благодаря этой роли стал популярным. Карим снялся не только в узбекских фильмах, но и в российских сериалах. В 2007 году появился в российских телесериалах Охота на асфальте, Застава и Платина. С 2001 года является Заслуженным артистом Узбекистана.

### Образование
- 228 Средняя школа в Ташкенте
- С 1972 по 1976 год учился в Ташкентском государственном театрально-художественном институте им. Островского.

### Семья
- Отец: Хусан Мирбадиевич Мирхадиев родился в 1927 в Бухаре, скончался 2008 году в Ташкенте.
- Мать: Мирхадиева Санатхон родилась в 1933 в Бухаре, скончалась 2019 году в Ташкенте.
- Брат: Мирхадиев Алим Хусанович родился в 1956 году в Бухаре.
- Сестра: Ярашева Мавлюда родилась в 1953 году в Бухаре.
- Сестра: Куратора Мехри родилась в 1960 году в Бухаре.
- Жена: Мирхадиева Сайора Усмановна родилась 1961 в Ташкенте.

## Фильмография
Ниже в хронологическом порядке-упорядоченный список фильмов в которых Карим Мирходиев появился.
| Год  | Русское название            | Рол             |
| ---- | --------------------------- | --------------- |
| 1981 | Непокорная                  | Турумбет        |
| 1984 | Клятва Джантао              |                 |
| 1985 | Долгое эхо в горах          | Халилов         |
| 1988 | Золотая голова мстителя     |                 |
| 1989 | Стук в дверь                |                 |
| 1990 | Динозавры XX века           | Фархад Халилова |
| 1990 | Мальчики из Танги           |                 |
| 1990 | Облава на одичаших собак    |                 |
| 1990 | Под маской «Черной кошки»   |                 |
| 1991 | Шаг в право… Шаг в лево     |                 |
| 1993 | Кодекс молчания-2           | Умар Кулиев     |
| 1995 | Зов предков                 | Сохрак          |
| 1996 | Верни звезду мою            |                 |
| 1998 | Маленький лекарь            |                 |
| 2006 | Небо близко                 |                 |
| 2007 | Повесть Бану                |                 |
| 2008 | Стена Дьявола               | Рахмат          |
| 2009 | Последнее мгновение         |                 |
| 2010 | Поздняя жизнь               | Брат Экрана     |
| 2011 | Вольная дочь                | отец Малики     |
| 2011 | Свинец                      | Зоир Рахмон     |
| 2012 | Измена                      | Рустам          |
| 2013 | Гульчатай. Ради любви       | Оджибек         |
| 2014 | Отец                        | Мирсобит        |
| 2015 | Гостиница                   | майор Самадов   |
| 2016 | Луна забирает уставшие души |                 |
| 2017 | 96 часов                    |                 |
| 2017 | Хамрох                      |                 |
| 2018 | Гостиница-2                 | Майор Самадов   |
| 2018 | За мирном небом             |                 |
| 2018 | Медное солнце               | Юсуп            |
| 2018 | Стойкость                   | Сайдулла        |
| 2020 | Ибрат                       |                 |

| Год       | Сериал                       | Роль                                   |
| --------- | ---------------------------- | -------------------------------------- |
| 1997-2000 | Чархпалак                    |                                        |
| 1998      | Шайтанат                     | Махмуд-голодранец «смотрящий» Асадбека |
| 2004      | Близнецы                     | Вахид Ибрагимов                        |
| 2005      | Охота на асфальте            | Вагиф                                  |
| 2007      | Застава                      | Назар                                  |
| 2007      | Платина                      | Неджметдин                             |
| 2009      | След саламандры              |                                        |
| 2011      | Высоцкий. Спасибо, что живой | Кибиров                                |
| 2011      | Гюльчатай                    | Аджибек                                |

### Театральные работы
- 1979 — «Затюканный Апостол» — Малыш
- 1980 — «18 ешлигим» — Равшан
- 1983 — «Чандиклар» — Бахтиер
- 1989 — «Отилмаган ук» — Собир
- 1990 — «Ветсайкая история» — Тони

## Награды
- 2001 год Заслуженный артист Узбекистана.
- 2018 год Лучшая мужская роль фильм «Стойкость», Международный кинофестиваль «Евразия» Астана 2018[4][5].
- 2019 год Победитель в номинации «Лучшая мужская роль» за роль в «Сабот»[6].
- 2021 год Победитель в номинации «Лучшая мужская роль» за роль в «Ибрат»[7].